# Beartooth (гурт)
Beartooth — американський хардкор-панк-гурт, створений Калебом Шомо в Колумбусі, штат Огайо, у 2012 році. З 2013 року вони підписали контракт з Red Bull Records. Дебютний мініальбом Sick вийшов 26 липня 2013 року, а 10 червня 2014 року вийшов дебютний повноформатний альбом Disgusting. Другий альбом Aggressive вийшов 3 червня 2016 року. Третій альбом Disease вийшов 28 вересня 2018 року. Четвертий альбом Below вийшов 25 червня 2021 року.

## Історія

### Заснування таSick(2012—2014)
Калеб Шомо почав писати пісні Beartooth ще в Attack Attack!. Його проєкт спочатку називався «Noise», але перейменувався у Beartooth, коли стало відомо, що назва вже зайнята. Він назвав гурт на честь Bear Tooth Court, де виріс їхній басист Нік Рід. Шомо заявив, що Beartooth мав бути лише розвагою, поки він був учасником Attack Attack!, не маючи намірів записувати або грати живу музику; однак після виходу з Attack Attack! він зосередився на прєекті та визнав, що цей гурт перевершив його найсміливіші очікування та зробив все, що він коли-небудь хотів зробити. Для живих виступів він залучив гітариста Тейлора Ламлі, басиста Ніка Ріда та барабанщика Брендона Маллінза.
Шомо сказав, що «Set Me on Fire» була першою піснею Beartooth, за якою пішла «I Have a Problem». Ці пісні, а також «Go Be the Voice» і «Pick Your Poison» вийшли онлайн у грудні 2012 року. Вони зіграли в турі Vans Warped Tour 2013 і брали участь у всьому турі 2015 року.
7 червня 2013 року Шомо оголосив, що Beartooth підписав контракт з Red Bull Records. Вони випустили свій дебютний EP Sick безкоштовно на своєму веб-сайті 26 липня 2013 року, де Шомо співає, продюсує та грає на всіх інструментах. 17 серпня 2013 року гурт випустив кліп на пісню «I Have a Problem» (не плутати з попередньою концертною версією). 18 грудня 2013 року гурт було затверджено для участі в Warped Tour 2014. 14 листопада гурт випустив кліп на пісню «Go Be the Voice».

### Disgustingта зміни у складі (2014—2015)
6 січня 2014 року Кемрон Бредбері, колишній учасник City Lights, був оголошений новим ритм-гітаристом. На початку 2014 року Нік Рід залишив Beartooth і його замінив Оші Бічар з City Lights для туру по США з Memphis May Fire протягом лютого та березня.
29 квітня 2014 року Beartooth випустили музичне відео на нову пісню «Dead», яка з'явиться у їхньому майбутньому альбомі Disgusting. 13 травня 2014 року через Facebook було оголошено дату виходу дебютного повноформатного альбому Disgusting 10 червня 2014 року разом із його трек-листом. Того ж дня вийшов перший сингл альбому під назвою «Beaten In Lips» разом із відеокліпом. Альбом був доступний для трансляції онлайн за день до його релізу. Як і в дебютному мініальбомі Beartooth, Шомо співав, продюсував і грав на всіх інструментах у Disgusting, за винятком «In Between», співпродюсером якого став Джон Фельдман.
Beartooth брали участь у Warped Tour 2014 з липня до початку серпня, щоб просувати альбом. У Європі вони розпочали свій перший хедлайнерський тур, а також було оголошено, що вони гастролюватимуть на підтримку Pierce the Veil і Sleeping With Sirens. У серпні було оголошено, що вони також виступатимуть хедлайнерами у своєму першому турі по Північній Америці протягом жовтня разом із гуртами Vanna, Sirens & Sailors, Sylar і Alive Like Me. У лютому 2015 року вони здійснили тур по Сполученому Королівству на підтримку Don Broco, We Are the In Crowd і Bury Tomorrow у рамках тогорічного концерту Kerrang!. У березні Beartooth вирушили у турне всією Америкою в серії «DIY майданчиків» і домашніх концертів, деякі з яких є таємними, за підтримки Ghost Key, заявивши, що їм подобається досвід виступів у будинках, схожий на те, як гурт вперше гастролював. У травні сингл гурту «I Have a Problem» був затвердженим треком для майбутньої гри Guitar Hero Live. З травня і початку червня вони гастролювали Великобританією за підтримки The Color Morale і Dead Harts, а також виступали на фестивалях Slam Dunk і Download.

### Aggressiveта зміни у складі (2015—2018)
У серпні Калеб Шомо повідомив у Instagram, що гурт працює над новим матеріалом, однак дата релізу не була названа. У серпні гурт виступав в Редінгу та Лідсі, пізніше виступав на підтримку хеві-метал-гурту Slipknot разом із Suicidal Tendencies у Північній Америці та Канаді в жовтні, а в листопаді гастролювала як хедлайнер у Великобританії. У день сміху гурт випустив «свінгкор-джазову» версію своєї пісні «Dead» як жарт для фанатів, заявивши, що це абсолютно новий матеріал, однак вони заявили, що запис альбому закінчився в березні та вийде пізніше цього року. 4 квітня гурт оголосив, що розійшовся зі своїм барабанщиком Брендоном Маллінзом у добрих відносинах і побажав йому всього найкращого, вони також запевнили шанувальників, що це не завадить майбутнім турам з колишнім барабанщиком Being as an Ocean Коннора Денніса як концертного учасника. Гурт гастролював як хедлайнер з початку березня до середини травня з різноманітними супортами; Silent Planet, Ghost Key, Stray from the Path, My Ticket Home і Former у змішані дати та був оголошений одним із виконавців на Download Festival 2016.
16 квітня 2016 року стало відомо, що Beartooth випустить Aggressive 3 червня Пізніше гурт підтвердив назву альбому, того ж дня відбулась прем'єра його титульного треку на каналі Sirius XM Octane.

### Disease(2018—2019)

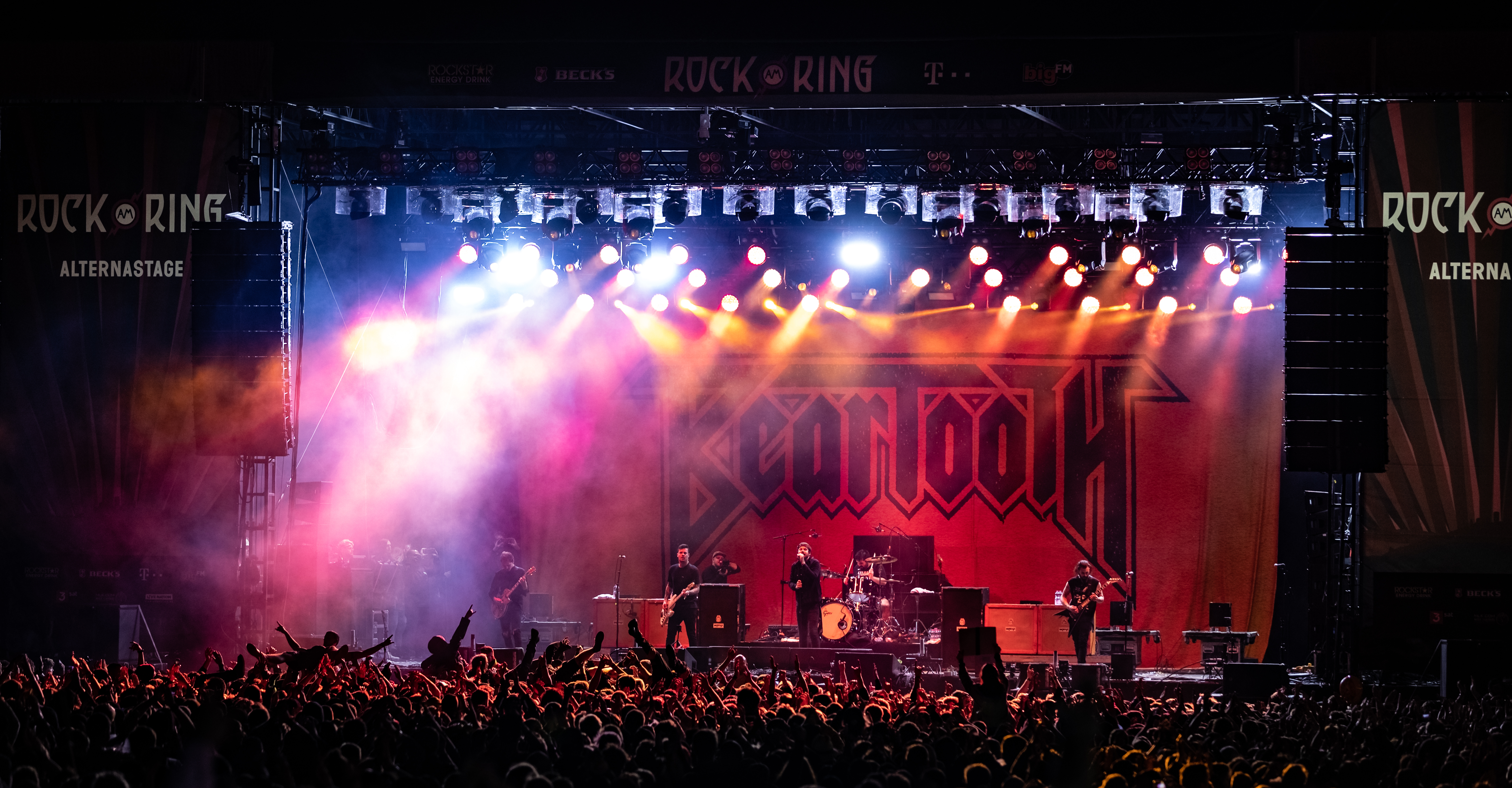
Beartooth на Rock am Ring 2019

У квітні 2018 року гітарист Тейлор Ламлі залишив гурт, щоб шукати інші напрямки, його заміну було оголошено в червні 2018 року: колишній гітарист Like Moths to Flames Зак Г'юстон приєднався до Beartooth на постійній основі. Було також оголошено, що сесійний/студійний барабанщик Коннор Деніс приєднався до гурту як їхній постійний барабанщик. 18 липня пісні «Infection», «Disease» і «Believe» просочилися в мережу, що змусило гурт оприлюднити назву свого нового альбому Disease, трек-лист і його обкладинку. 28 вересня Beartooth випустили третій студійний альбом «Disease».
10 травня 2019 року Beartooth випустили EP B-Sides, що складається з двох невикористаних пісень з альбому Disease.
25 жовтня 2019 року гурт випустив спеціальне видання Disease, яке містило дві пісні з їхнього мініальбому B-Sides, два нових треки під назвою «Young» і «Threat to Society», а також два живі виступи з фестивалю Rock am Ring.

### Зміни у складі таBelow(2020— дотепер)
24 травня 2020 року Beartooth оголосили, що їх давній гітарист Кемрон Бредбері залишає гурт з особистих причин. 23 червня Шомо заявив, що четвертий альбом гурту, який він назвав «LP4», записувався на студії Capital House в Огайо. 8 грудня Шомо заявив під час трансляції на Twitch, що він «прагне випустити альбом до весни 2021 року» і що сингли «безумовно» вийдуть раніше. 18 грудня гурт випустив реміксовану/перероблену версію другого студійного альбому гурту Aggressive з доданими вокальними шарами та інструментами.
19 березня 2021 року гурт несподівано випустив нову пісню під назвою «Devastation», у звучанні якої спостерігалося відхилення від металкору на користь хард-року/хеві-металу. Через тиждень гурт випустив «The Past Is Dead» і оголосив, що новий альбом буде називатися Below. Також було оголошено, що новим гітаристом гурту став гітарист Вілл Ділі. 21 травня, за місяць до виходу альбому, гурт випустив четвертий сингл «Fed Up», який, як розповів фронтмен Калеб Шомо, «був написаний під час карантину» у 2020 році. 25 червня Beartooth офіційно випустили свій четвертий студійний альбом Below. 12 липня 2022 року гурт випустив новий сингл «Riptide» разом із супровідним кліпом. 21 квітня 2023 року Beartooth представили ще один сингл під назвою «Sunshine!» разом із музичного відео.

## Музичний стиль
Стиль Beartooth переважно описується як металкор, хардкор-панк, хард-рок, і мелодійний хардкор. Стиль Beartooth як у EP Sick, так і у альбомі Disgusting переважно описується як металкор, але з помітнішим впливом панк-року, ніж стиль попереднього гурту Калеба Шомо Attack Attack! і без використання електронних елементів Attack Attack!. Рецензенти також підкреслили, що він робить ставку на привабливі приспіви. Чад Чайлдерс з Loudwire прокоментував, що "колишній рокер Attack Attack! [Шомо]… поєднує металкор і панк старої школи у своєму новому альбомі Disgusting, тоді як Rock Sound описав Beartooth як «мікс металкору з ню-металом і… масивними приспівами», Корі Ґроу з Rolling Stone написав, що порівняно з Attack Attack! «розумніші, стрункіші Beartooth підсилили агресію поп-гуками та обтяжливим хардкорним рифом», а Джастін Мейбі з журналу HM сказав про Disgusting : «хоч більша частина альбому зосереджена на тустепах, треші та хардкорі, Шомо вийшов із місця, де в кожній пісні було помітно привабливість». Шомо також був названий одним із «15 найкращих скримерів у сучасному металкорі» за версією Alternative Press у лютому 2014 року. Інше джерело назвало гурт відродженням ню-метал.
Сам Шомо прокоментував свої наміри щодо стилю Beartooth в інтерв'ю Alternative Press у січні 2013 року, коли Sick ще не вийшов, сказавши: «Ми просто хочемо робити веселощі, панк-рок, хардкор, дику музику, грати божевільні шоу та гарно провести час без будь-якого тиску». Коли його запитали про відсутність електронних елементів, з якими він часто працював, у його новій музиці, він заявив: «Я не хочу електроніки в Beartooth. У мене є моя електронна річ і є ця хардкорніша річ, і я не хочу, щоб ці речі переливалися одна в одну музично». В інтерв'ю Kerrang! Шомо заявив, що не має наміру змінювати звучання гурту у їньому другому альбомі, і що він буде таким ж темним і насиченим, як і дебютний альбом.

## Склад
Поточні учасники
- Калеб Шомо — ведучий вокал, усі студійні інструменти (2012–дотепер)
- Оші Бічар — бас-гітара, бек-вокал (2014—дотепер)
- Коннор Деніс — барабани, бек-вокал (2018–дотепер; гастролі 2016—2018)
- Зак Г'юстон — соло-гітара, бек-вокал (2018–дотепер)
- Вілл Ділі — ритм-гітара, бек-вокал (2021–дотепер; гастролі 2019, 2020)[59][60]

Колишні учасники
- Нік Рід — бас, бек-вокал (2013—2014)
- Брендон Маллінз — ударні (2013—2016)
- Тейлор Ламлі — соло-гітара, бек-вокал (2013—2018) ; ритм-гітара (2013—2014)
- Камрон Бредбері — ритм-гітара (2014—2020)

Шкала
Не вдається зібрати вхід EasyTimeline:

Timeline generation failed: 5 errors found

Line 6: TimeAxis = orientation: horizontal format: yyyy

- TimeAxis definition incomplete. No value specified for attribute 'orientation'.

Line 7: Legend = orientation: vertical position: bottom columns:4

- TimeAxis definition incomplete. No value specified for attribute 'horizontal'.

Line 8: ScaleMajor = increment:2 start:2013

- TimeAxis definition incomplete. No value specified for attribute 'format'.

Line 9: ScaleMinor = increment:1 start:2013

- TimeAxis definition incomplete. No value specified for attribute 'yyyy'.

Line 38: PlotData=

- PlotData invalid. No (valid) command 'TimeAxis' specified in previous lines.

## Дискографія

### Студійні альбоми
| Назва      | Подробиці                                                                                               | Позиція в чартах | Позиція в чартах     | Позиція в чартах       | Позиція в чартах | Позиція в чартах | Позиція в чартах | Позиція в чартах        |
| Назва      | Подробиці                                                                                               | Billboard 200    | Top Hard Rock Albums | Top Independent Albums | Top Rock Albums  | ARIA Charts      | UK Albums Chart  | Official Charts Company |
| ---------- | --- | ---------------- | -------------------- | ---------------------- | ---------------- | ---------------- | ---------------- | ----------------------- |
| Disgusting | - Реліз: 10 червня 2014 - Лейбл: Red Bull, UNFD - Формати: CD, LP, цифрова дистрибуція                  | 48               | 6                    | 13                     | 19               | —                | —                | 20                      |
| Aggressive | - Реліз: 3 червня 2016 - Лейбл: Red Bull, UNFD - Формати: CD, LP, цифрова дистрибуція                   | 25               | 3                    | 2                      | 4                | —                | 35               | 2                       |
| Disease    | - Реліз: 28 вересня 2018 - Лейбл: Red Bull, UNFD - Формати: CD, LP, компакт-касета, цифрова дистрибуція | 40               | 1                    | 1                      | 5                | 66               | 55               | 3                       |
| Below      | - Реліз: 25 червня 2021 - Лейбл: Red Bull, UNFD - Формати: CD, LP, компакт-касета, цифрова дистрибуція  |                  |                      |                        |                  |                  |                  |                         |

### Мініальбоми
| Назва | Подробиці                                                                           |
| ----- | ----------------------------------------------------------------------------------- |
| Sick  | - Реліз: 26 липня 2013 - Лейбл: Red Bull Records - Формати: CD, цифрова дистрибуція |

### Сингли
| Назва                                         | Рік  | Позиція в чартах | Позиція в чартах | Позиція в чартах | Альбом     |
| Назва                                         | Рік  | Mainstream Rock  | US Rock          | Rock Airplay     | Альбом     |
| --------------------------------------------- | ---- | ---------------- | ---------------- | ---------------- | ---------- |
| «I Have a Problem»                            | 2013 | —                | —                | —                | Sick       |
| «Beaten in Lips»                              | 2014 | 33               | —                | —                | Disgusting |
| «The Lines»                                   | 2014 | —                | —                | —                | Disgusting |
| «In Between»                                  | 2015 | 20               | —                | —                | Disgusting |
| «Aggressive»                                  | 2016 | 34               | —                | —                | Aggressive |
| «Always Dead»                                 | 2016 | —                | —                | —                | Aggressive |
| «Loser»                                       | 2016 | —                | —                | —                | Aggressive |
| «Hated»                                       | 2016 | 6                | 36               | 27               | Aggressive |
| «Sick of Me»                                  | 2017 | 16               | —                | 48               | Aggressive |
| «Infection»                                   | 2018 | —                | —                | —                | Disease    |
| «Bad Listener»                                | 2018 | —                | —                | —                | Disease    |
| «Disease»                                     | 2018 | 13               | 35               | —                | Disease    |
| «Manipulation»                                | 2018 | —                | —                | —                | Disease    |
| «—» позначає реліз, який не потрапив у чарти. |      |                  |                  |                  |            |

### Відеокліпи
| Назва                           | Рік  | Режисер            |
| ------------------------------- | ---- | ------------------ |
| «I Have a Problem» (live video) | 2013 | Mark C. Eshleman   |
| «I Have a Problem»              | 2013 | Mark C. Eshleman   |
| «Pick Your Poison» (live video) | 2013 | Johnny Hochstetler |
| «Go Be the Voice»               | 2013 | DJay Brawner       |
| «Dead» (live video)             | 2014 | Johnny Hochstetler |
| «Beaten In Lips»                | 2014 | Drew Russ          |
| «The Lines»                     | 2014 | Drew Russ          |
| «Body Bag» (live video)         | 2014 | Johnny Hochstetler |
| «In Between»                    | 2015 | Drew Russ          |
| «Aggressive»                    | 2016 | Drew Russ          |
| «Hated»                         | 2016 | Jeb Hardwick       |
| «Hated» (live video)            | 2016 |                    |
| «Sick of Me»                    | 2017 | Marc Klasfeld      |
| «Disease»                       | 2018 | Drew Russ          |

### Збірки
| Назва                                | Рік  | Альбом                            |
| ------------------------------------ | ---- | --------------------------------- |
| «I Have a Problem»                   | 2014 | Warped Tour 2014 Tour Compilation |
| «Dead»                               | 2015 | Warped Tour 2015 Tour Compilation |
| «Sick of It All» (Disgusting b-side) | 2015 | Red Bull: 20 Before 16            |

## Нагороди
| Номінація | Рік  | Нагорода                                                             | Результат |
| --------- | ---- | -------------------------------------------------------------------- | --------- |
| Beartooth | 2015 | Metal Hammer Golden Gods Awards — Найкращий новий гурт               | Номінація |
| Beartooth | 2015 | Kerrang! Awards — Найкращий міжнародний новачок                      | Номінація |
| Beartooth | 2016 | Metal Hammer Golden Gods Awards — Найкращий проривний гурт[джерело?] | Перемога  |
| Beartooth | 2017 | Loudwire Music Awards — Гурт — прорив року                           | Перемога  |